# Kyselina fosforečná
Kyselina fosforečná (přesněji kyselina trihydrogenfosforečná), je trojsytná kyselina, tzn. že v její struktuře jsou tři hydroxylové skupiny schopné odštěpit proton. Jeden atom kyslíku je vázaný přímo. Typ hybridizace atomových orbitalů je sp3; tvarem je pravidelný čtyřstěn neboli tetraedr.
Vzorec kyseliny fosforečné je H3PO4. Další název je kyselina orthofosforečná. Je to středně silná kyselina. Za normálních podmínek ji tvoří bezbarvé tvrdé kosočtverečné hygroskopické krystalky. Tvoří tři řady solí: fosforečnany, hydrogenfosforečnany a dihydrogenfosforečnany. Na vzduchu rozplývavá látka. Na rozdíl od kyseliny dusičné nemá oxidační vlastnosti. Většinu kovů nerozpustí, protože se ve zředěné kyselině fosforečné vytváří na jejich povrchu vrstva nerozpustných fosforečnanů. Zahříváním uvolňuje kyselina trihydrogenfosforečná molekuly vody.

## Příprava
Kyselina fosforečná se připravuje reakcí oxidu fosforečného s vodou:
{\displaystyle {\mathsf {P_{4}O_{10}+6\,H_{2}O\ \to \ 4\,H_{3}PO_{4}}}}

### Výroba
Kyselina fosforečná se vyrábí hlavně termickým procesem, který spočívá ve spalování roztaveného fosforu ve směsi vzduchu a vodní páry
{\displaystyle {\mathsf {P_{4}+5\,O_{2}\ \to \ P_{4}O_{10}}}}
{\displaystyle {\mathsf {P_{4}O_{10}+6\,H_{2}O\ \to \ 4\,H_{3}PO_{4}}}}
Druhou možností její výroby je reakce kyseliny sírové s přírodním fosfátem:
{\displaystyle {\mathsf {Ca_{5}(PO_{4})_{3}F+5\,H_{2}SO_{4}+10\,H_{2}O\ \to \ 3\,H_{3}PO_{4}+5\,CaSO_{4}\cdot 2\,H_{2}O+HF}}}

### Další možnosti přípravy
Kyselina fosforečná se dá připravit ještě třemi metodami:
1. spalováním fosfanu (dříve fosfin):
{\displaystyle {\mathsf {PH_{3}+2\,O_{2}\ \to \ H_{3}PO_{4}}}}
2. pyrolýzou (rozklad kyseliny fosforité):
{\displaystyle {\mathsf {4\,H_{3}PO_{3}\ \to \ PH_{3}+3\,H_{3}PO_{4}}}}
3. reakcí s halogeny:
{\displaystyle {\mathsf {POX_{3}+H_{2}O\ \to \ H_{3}PO_{4}+HX}}}

## Disociace
Kyselina trihydrogenfosforečná disociuje do tří stupňů:
{\displaystyle {\begin{aligned}{\mathsf {1.}}\quad &{\mathsf {H_{3}PO_{4}\,(s)+H_{2}O\,(l)\ \to \ H_{3}O^{+}\,(aq)+H_{2}PO_{4}^{-}\,(aq)}}\qquad &{\mathsf {K_{a1}}}&=\mathrm {6,91\cdot 10^{-3}} \\[10pt]{\mathsf {2.}}\quad &{\mathsf {H_{2}PO_{4}^{-}\,(aq)+H_{2}O\,(l)\ \to \ H_{3}O^{+}\,(aq)+HPO_{4}^{2-}\,(aq)}}\qquad &{\mathsf {K_{a2}}}&=\mathrm {6,17\cdot 10^{-8}} \\[10pt]{\mathsf {3.}}\quad &{\mathsf {HPO_{4}^{2-}\,(aq)+H_{2}O\,(l)\ \to \ H_{3}O^{+}\,(aq)+PO_{4}^{3-}\,(aq)}}\qquad &{\mathsf {K_{a3}}}&=\mathrm {2,14\cdot 10^{-13}} \end{aligned}}}

## Použití
Kyselina fosforečná se používá při zpracování ropy a při úpravě kovů. Využívá se také při výrobě nealkoholických nápojů (používá se označení E338; obsahuje ji například Coca-Cola) a při výrobě zubních tmelů. Také je důležitou surovinou pro výrobu směsi nazývané trojitý superfosfát, který vzniká reakcí kyseliny fosforečné s přírodními fosfáty. Dále je kyselina fosforečná hlavní složkou odrezovače.

## Biologický význam
Kyselina fosforečná je zdrojem fosforu, stabilizuje v potravinách i v trávicím systému některé antioxidanty. Stabilizuje genetický kód DNA, protože tvoří esterové můstky, které drží šroubovici DNA, aby se nerozpadla. Další důležitou funkcí kyseliny fosforečné je její schopnost tvořit makroergické vazby v ATP, dále s glukózou, fruktózou a kyselinou pyrohroznovou. Při odštěpení molekul této kyseliny se uvolní energie 12 kcal/mol, která je okamžitě zpracována pro další funkce a reakce v buňce. 